# Zajączkowo (powiat słupski)
Zajączkowo (kaszb. Zajączkòwò, niem. Sanskow) – wieś w Polsce położona w województwie pomorskim, w powiecie słupskim, w gminie Kobylnica.
W latach 1975–1998 miejscowość należała administracyjnie do województwa słupskiego.

## Nazwa
Nazwa miejscowości ma pochodzenie słowiańskie i charakter dzierżawczy. Powstała przez dodanie do nazwy osobowej Zajączek formantu -owo. Niemiecka nazwa Sanskow jest adaptacją fonetyczną pierwotnej nazwy słowiańskiej. 
Rada Języka Kaszubskiego proponuje kaszubską formę nazwy Zajączkòwò.

## Zabytki
- piętrowy dwór z nieznacznym ryzalitem frontowym, prowadzi do niego wysoki podjazd. Od frontu ogród, za budynkiem park[5].